# 森村诚一
森村诚一（日语：／ Morimura Seiichi，1933年1月2日—2023年7月24日）是一名日本推理小说作家。

## 生平

### 早年岁月
1933年生于日本埼玉縣。1958年毕业于青山学院大学英美文学系。由于精通英语，对欧美小说涉猎广泛。他最崇拜的作家是罗曼·罗兰。
大学毕业后，森村被分配到大阪的一家飯店工作，生活刻板而机械。但在大饭店的特殊环境中，他也接触了形形色色的人，目睹了光怪陆离的社会现象：战后的颓废、经济的萧条、生活的沉重打击，人们的心中集聚着各种丑恶和畸形的思想……面对现实，森村诚一激发了创作欲望。不过他此时创作的社会小说，却没有出版社愿意出版。

### 成名
20世纪60至80年代，是日本推理小说的第一个黄金时代，由松本清张领头，大批的青年作者走上了推理小说的写作之路。这给了森村很大的启发，让他意识到反映社会问题的内容，完全可以用推理小说的形式来表现。
1969年的作品《高層的死角》。以大饭店为舞台，讲述了由饭店经理被谋杀的密室惨案而引发出一连串凶杀案。由于长期在饭店的工作，使得他写来格外真实可信，推理也十分严密。这部小说获得了第十五届“江户川乱步侦探小说奖”。从此，森村诚一开始了他的推理小说作家生涯。
70年代，可以说是“森村诚一的时代”，当时虽然推理小说界新人辈出，但是他以着稳扎稳打的文字功底，缜密的推理和独特的社会视角站在业界的尖端。在这个时期也是他的创作高峰期，他最负盛名的“证明”三部曲（即《人性的证明》、《青春的证明》、《野性的证明》成为了日本文坛的一个奇迹。其中《人性的证明》最为成功，改编的电影也获得了极大的成功。
其家鄉之熊谷市立圖書館由1998年起永久展示他的作品，2017年森村诚一向圖書館捐贈其作品手稿、筆記資料、用過的器物等約2400件，在圖書館三樓有其專題展覽角；在森村誠一建議下，圖書館從2012年起定期舉辦「攝影俳句」大賽，以攝影作品與俳句和其他寫作形式相結合。

### 惡魔的飽食
《恶魔的饱食》於1981年11月出版，書描绘了二战前盘踞在满洲国的旧日本关东军防疫给水部队（代号满洲第731部队）在二战期间以主要是被作为战俘和间谍关押的各国囚犯为人体实验对象进行细菌生化武器试验的历史和故事。80年代中期，他又以推理小说的形式，写出了《新人性的证明》，以一个女翻译员被谋杀，再次揭露了日本七三一部队当年犯下的杀人事实。
日本歷史學家秦郁彦称此书为将小说和非幻想作品混同的例子，此书存在如下的问题：
- 相关人士全是匿名的使得证言无法查证。
- 书中写到将人关入大型离心器，从而榨干血液，是不可能的。
- 用针管吸取人的体液，使人木乃伊化是不可能的。
- 书中讲到将人关入真空室，使得内脏从口、肛、眼等处挤出的情形。但是太空试验已证明这种情况也不可能发生。
- 所用照片存在大量伪照。
- 世界日报说森村诚一有编造报道和歪曲美国解密文件的行为[4]，1983年角川书店将《續・恶魔的飽食》删去大部分不可靠内容后再版。

### 逝世
2023年7月24日下午，日本多個媒體報道，森村誠一於當天凌晨4時37分因肺炎在東京都內一所醫院逝世。同年7月25日至8月4日，熊谷市在市政府主樓一樓大廳設立吊唁冊供市民悼念。

##### 国际评价
中华人民共和国外交部发言人毛宁在2023年7月26日的外交部例行记者会上回答澎湃新闻记者提问时表示：“我们对森村诚一先生去世表示哀悼，向他的家属表示慰问。森村先生是具有正义感的日本知名作家，他的很多作品体现了昭昭公理和人类良知。特别是报告文学《恶魔的饱食》深刻揭露了日本当年对华发动细菌战的罪行。日本国内有识之士直面和揭露历史真相的勇气值得赞赏。日方应深刻反省军国主义侵略历史，以实际行动消除遗毒。”

## 作品风格
森村诚一作为一个社会派推理小说家，有着有战地记者般的勇敢和正直。他的小说是典型的社会派小说，即在缜密的推理之外，更重要的是要表现事件的悲哀起因和凶手的心理。他的小说往往是一个小社会的缩影，其中有着让人深刻反省的力量。也因此，他的小说至今，不论是社会派还是本格派的读者都非常喜爱。而他的为人，同样被社会派和本格派的推理小说家们所敬重。
森村诚一的文字简洁犀利，没有过多的文字修饰，阅读起来极为迅速。情节紧凑，不拖泥带水。对话是他文字的亮点，刻画人物心理入木三分。
但是另一方面，森村诚一的作品里偶尔也有色情和暴力的描写，这就如同绫辻行人的一些小说里有些多余的恐怖场面描写一样，不过作品的总体走还是健康积极的。

## 作品舉隅
- 上班奴
- 人性的证明，又译《人证》
- 勇探魔穴
- 新幹線謀殺案 （页面存档备份，存于）
- 東京機場謀殺案
- 歸鄉
- 死亡株式會社
- 殺人前奏曲
- 無情都市
- 異常的太陽
- 豪放的聚會
- 惡魔的飽食
- 棟居刑事之殺人的間隙 （页面存档备份，存于）
- 棟居刑事之殺人交叉路 （页面存档备份，存于）
- 搜查線上的詠嘆調